# Club Deportivo San Pedro Mártir
El Club Deportivo San Pedro Mártir es un club de fútbol de España en el barrio de El Doctoral, en el municipio de Santa Lucía de Tirajana (Las Palmas). Fue fundado en 1972 y juega sus encuentros como local en el Campo Municipal de El Doctoral Juanito Luján .Actualmente milita en Primera Regional Aficionado-Gran Canaria. También cuenta con un filial que compite en Segunda Regional.

## Derbis
Del municipio de Santa Lucía de Tirajana han alcanzado las categorías nacionales equipos como la Unión Deportiva Vecindario y el Estrella Club de Fútbol. Pese ha ello el CD San Pedro Mártir ha pasado casi toda su existencia en el fútbol regional y los enfrentamientos con clubs de su municipio no han sido muchos. Pese ha ello en los últimos años se ha coincidido en el Estrella Club de Fútbol tanto en Preferente como en 3.ª División aumentando el pique entre ambos. Para la temporada 2012/13 con el descenso de la Unión Deportiva Vecindario desde 2.ª División B a Tercera División en esta última categoría estarán los tres equipos del municipio siendo una campaña histórica en cuanto a derbis se refiere. Esa misma temporada el equipo se retira de la competición tras apenas completar dieciséis jornadas.

## Todas las temporadas
| Temporada | División    | Posición | Copa del Rey |
| --------- | ----------- | -------- | ------------ |
| 1991/92   | 2.ªRegional | 15.º     |              |
| 1992/93   | 2.ªRegional | 12.º     |              |
| 1993/94   | 2.ªRegional | 12.º     |              |
| 1994/95   | 2.ªRegional | 13.º     |              |
| 1995/96   | 2.ªRegional | 1.º      |              |
| 1996/97   | 1.ªRegional | 8.º      |              |
| 1997/98   | 1.ªRegional |          |              |
| 1998/99   | 1.ªRegional | 17.º     |              |
| 1999/00   | 2.ªRegional | 2.º      |              |
| 2000/01   | 1.ªRegional | 11.º     |              |
| 2001/02   | 1.ªRegional | 11.º     |              |
| 2002/03   | 1.ªRegional | 13.º     |              |
| 2003/04   | 1.ªRegional | 13.º     |              |
| 2004/05   | 1.ªRegional | 12.º     |              |
| 2005/06   | 1.ªRegional | 9.º      |              |
| 2006/07   | 1.ªRegional | 6.º      |              |
| 2007/08   | 1.ªRegional | 3.º      |              |
| 2008/09   | Preferente  | 3.º      |              |
| 2009/10   | Preferente  | 5.º      |              |

| Temporada | División     | Posición      | Copa del Rey |
| --------- | ------------ | ------------- | ------------ |
| 2010/11   | Preferente   | 2.º           |              |
| 2011/12   | 3.ª División | 11.º          |              |
| 2012/13   | 3.ª División | 20.º retirado |              |
| 2013/14   | Preferente   | 10.º          |              |
| 2014/15   | Preferente   | 15.º          |              |
| 2016/17   | Preferente   | 16.º          |              |
| 2017/18   | 1.ªRegional  | 1.º           |              |
| 2018/19   | Preferente   | 11.º          |              |
| 2019/20   | Preferente   | 3.º           |              |
| 2020/21   | Preferente   | 2.º           |              |
| 2021/22   | Preferente   | 12.º          |              |
| 2022/23   | 1.ªRegional  | 5.º           |              |
| 2023/24   | 1.ªRegional  | 5.º           |              |

### Datos del Club
- Temporadas en 3.ª División: 2
- Temporadas en Preferente: 10
- Temporadas en 1.ª Regional: 14
- Temporadas en 2.ª Regional: 8

## Estadio
El  Club Deportivo San Pedro Mártir juega sus encuentros como local en el Campo Municipal de Fútbol de El Doctoral en el barrio de mismo nombre del municipio de Santa Lucía de Tirajana. Este recinto tiene capacidad para unos 2000 espectadores.